# Швецов, Степан Фёдорович
Степан Фёдорович Швецов (22 февраля 1913, с. Липовка, Тамбовская губерния — 28 января 1975, Мичуринск) — советский военнослужащий, участник Великой Отечественной войны, Герой Советского Союза, командир орудия 87-го гвардейского отдельного истребительно-противотанкового артиллерийского дивизиона 81-й гвардейской стрелковой дивизии 7-й гвардейской армии Степного фронта, гвардии старшина.

## Биография

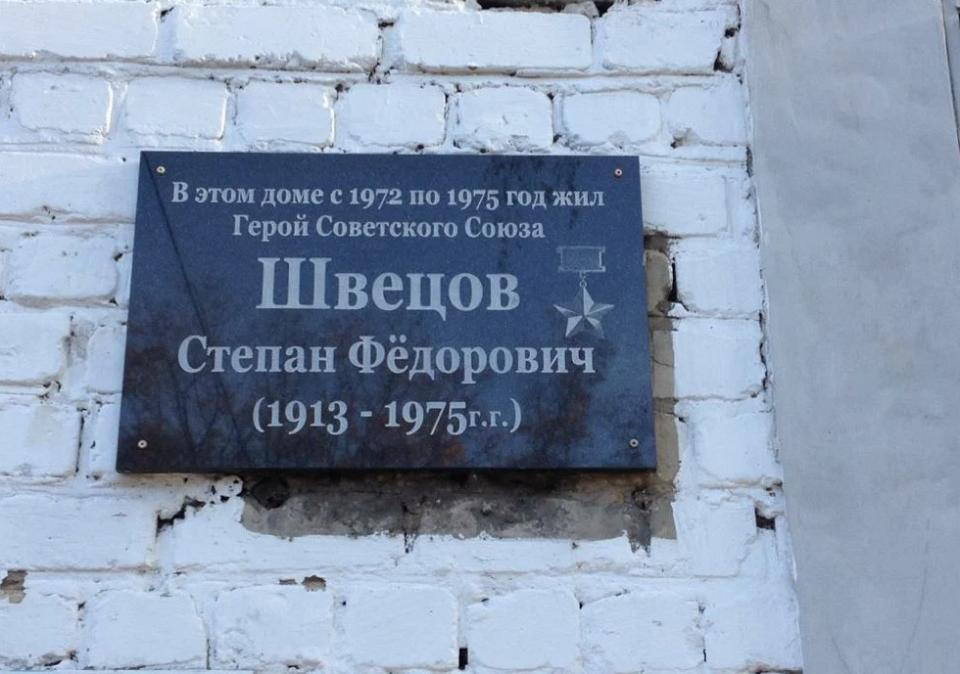
Мемориальная доска С.Ф. Швецову установленная в Мичуринске на стене дома по адресу ул. Мира, д. 17

Родился 9 февраля 1913 года в селе Липовка (ныне — Добровского района Липецкой области) в крестьянской семье. Окончил 4 класса. Работал на строительстве города Комсомольск-на-Амуре.
В Красной Армии с июля 1942 года. С этого же времени в действующей армии. Воевал в 422-й стрелковой дивизии, ставшей на фронте 81-й гвардейской.
Командир орудия 87-го гвардейского отдельного истребительно-противотанкового дивизиона гвардии старшина Степан Швецов в числе первых 25 сентября 1943 года в районе села Бородаевка Верхнеднепровского района Днепропетровской области Украины форсировал Днепр и участвовал в захвате и расширении плацдарма, уничтожив несколько вражеских огневых точек. 7 октября 1943 года гвардии старшина С. Ф. Швецов заменил выбывшего из строя командира артиллерийской батареи.
Указом Президиума Верховного Совета СССР от 26 октября 1943 года за образцовое выполнение боевых заданий командования и проявленные при этом мужество и героизм гвардии старшине Швецову Степану Фёдоровичу присвоено звание Героя Советского Союза с вручением ордена Ленина и медали «Золотая Звезда».
После войны демобилизован. Жил в городе Мичуринск Тамбовской области. Работал в Заворонежском лесничестве. Скончался 28 января 1975 года.
Награждён орденом Ленина, медалями. В Мичуринске, в память о Герое, установлена мемориальная доска.